# Векослав Карас
Векослав Карас (хорв. Vjekoslav Karas; *19 травня 1821, Карловац, тепер Хорватія — 5 липня 1858, там же) — хорватський художник, один з яскравих митців Хорватії XIX століття.

## Життєпис і творчість
Навчався живопису в Італії.
Векослав Карас вважається піонером нового хорватського живопису. Він писав картини на біблейські і релігійні теми, але особливо став відомим як портретист. Стиль живопису «першого іллірійської живописця» добре ілюструє картина «Римлянка з лютнею» (Rimljanka s lutnjom). Крім того, він був композитором і грав на флейті та гітарі.
У 1848 році Векослав Карас повернувся на батьківщину і працював у школі живопису в Загребі. У Травнику (сучасна Боснія і Герцеговина) він писав портрет Омера-паші.
Після невдалої спроби самогубства Карас нетривалий час жив під опікою Йосипа Юрая Штросмаєра.
Під час малювання портрета Ірен Тюрк, Карас впав у безнадійну любовну меланхолію. Мучимий безгрошів'ям, страждаючи від нерозуміння і нерозділеного кохання, 5 липня 1858 року він вкоротив собі віку в рідному місті Карловаці, втопившись у річці Корані.

## Галерея

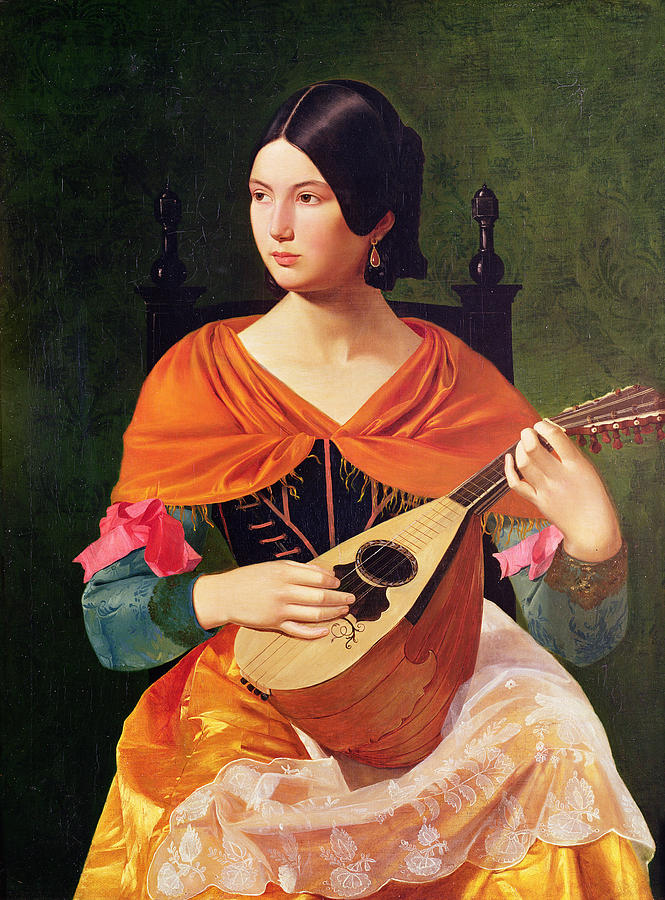
Rimljanka s lutnjom
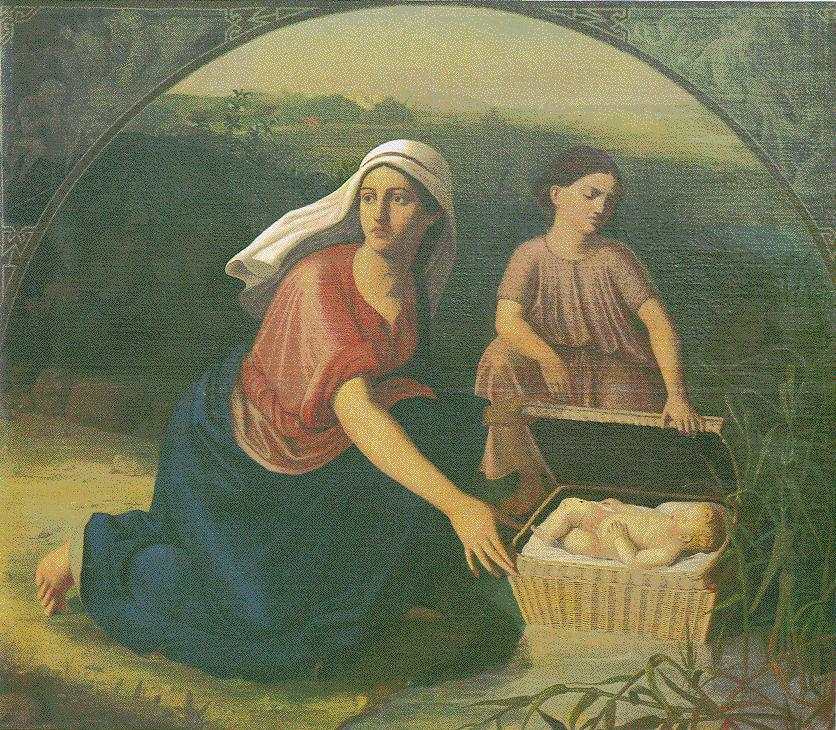
Majka izlaze Mojsija na obalu rijeke
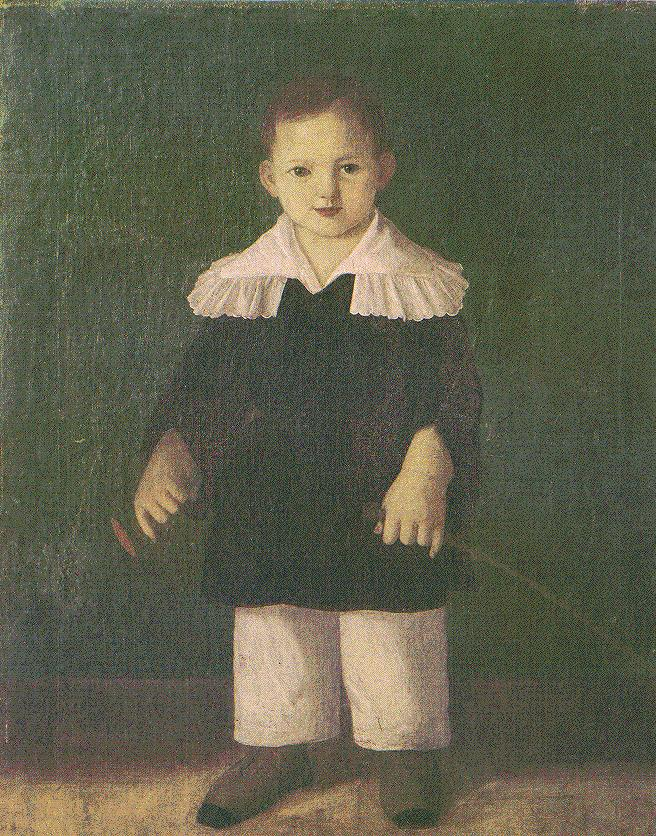
Dječak
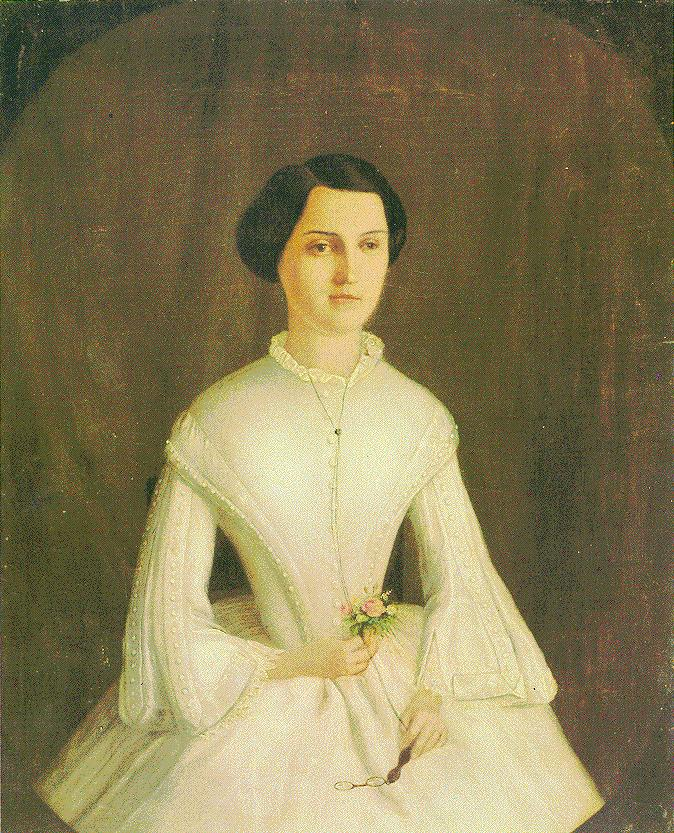
Portret Josefine Barac-Bernardic

 Вікісховище має мультимедійні дані за темою: Векослав Карас